# Асикага Ёсидзуми
Асикага-но Ёсидзуми (яп. 足利義澄; 15 января 1481 — 6 сентября 1511) — 11-й сёгун сёгуната Асикага в Японии, правивший в период Муромати.
Асикага Ёсидзуми был сыном Асикага-но Масатомо и внуком Асикага-но Ёсинори, 6-го сёгуна рода Асикага. Был усыновлён и воспитан 8-м сёгуном из рода Асикага — Асикага-но Ёсимаса — и позднее, при помощи Хосокавы Масомото, стал сэёи-тайсёгуном. Правил Японией с 1494 по 1508 год, когда был свергнут 10-м сёгуном, Асикага-но Ёситанэ. Таким образом, время правления Асикага Ёсидзуми приходится на три периода японского летоисчисления: эпохи Мэйо (1492—1501), Бунки (1501—1504) и Эйсё (1504—1521).
Сын Асикага Ёсидзуми, Асикага-но Ёсихару стал в 1521 году 12-м сёгуном династии Асикага.

## Источник
- Isaac Titsingh. Annales des empereurs du japon. — 1834.